# 소울스타
소울스타는 대한민국의 3인조 남성 R&B 그룹이다.

## 소울스타
1집 정규 앨범인 《Soulstar》로 데뷔하였다. 2007년 YG 엔터테인먼트와 계약이 끝난 후 싸이더스 HQ로 가서 4년 동안 음악 활동을 해왔다. 계약이 만료가 된 후 N.A.P 엔터테인먼트로 가서 활동하다 2017년에 계약 만료한 뒤 2018년에 소울스타 컴퍼니를 설립해 활동하고 있다.

## 활동 음반
- 2005년 6월 1일 - [정규앨범] Soulstar

- 2006년 4월 20일 -[Single] First Story

- 2007년 6월 12일 - [Single] 우리가 이별할 때

- 2011년 9월 20일 -[EP] Rebirth

- 2012년 7월 2일 - [EP] REVIVE

- 2012년 9월 25일 - [Digital Single] 강남역 10번 출구

- 2012년 10월 29일 - [Digital Single] Baby You

- 2013년 1월 2일 - [Digital Single] 300원짜리 커피

- 2013년 2월 22일 - [Digital Single] 없는 번호

- 2013년 6월 25일 - [Digital Single] Call My Name

- 2013년 7월 25일 - [The Artist Diary Project Part.2] 그 남자와 그 여자의 하루

- 2013년 10월 1일 - [Digital Single] 가을에 (10월 1일)

- 2013년 11월 5일 - [Digital Single] 이별하기 좋은 밤

- 2013년 12월 26일 - [Digital Single] 이 세상 마지막 눈도 함께

- 2014년 1월 16일 - [Digital Single] 13월의 겨울

- 2014년 7월 30일 - [Digital Single] 비 오는 거리

- 2014년 9월 26일 - [Digital Single] 매력에 취해

- 2014년 10월 29일 - [Digital Single] 연애의 시작

- 2016년 1월 28일 - [Digital Single] 진짜 사랑 노래

- 2016년 9월 4일 - [Digital Single] Only One For Me - Part 2

- 2016년 12월 20일 - [Digital single] 달고 살아요

- 2017년 3월 8일 - [JTBC싱포유 여섯번째이야기 너와 나의 연결고리] We

- 2017년 3월 17일 - [김과장 OST part. 7]  unbelievable

- 2017년 11월 12일 - [Digital single] Cause I`m Loving You

- 2018년 5월 7일 -[Digital single] 인테리어

- 2018년 8월 10일 -[Digital single] lonlelyvacarion

- 2018년 9월 23일 -[Digital single] Problem

- 2018년 11월 6일 -[Digital single] Hello

- 2018년 12월 13일 -[Digital single] 고요한밤

## OST 음반
- 2011년 10월 14일 - 더뮤지컬 OST Part.3
- 2012년 5월 15일 - 패션왕 OST Part.6
- 2017년 4월 7일 - 김과장 OST Part.7